# 河野多麻
河野 多麻（こうの たま、1895年10月 - 1985年1月24日）は、日本の国文学者。河野与一の妻。

## 人物・来歴
静岡県浜松市生まれ。旧姓中村。1913年静岡女子師範学校卒、小学校教諭を一年勤めたのち、東京女子高等師範学校に入り、1918年卒業、川越高等女学校教諭、1920年から1923年まで東京帝国大学で初の女子聴講生となり国文学を学び、実践女学校専門部国文科教師、1928年東北帝国大学法文学部に入学、当時助教授であった河野与一と知る。1931年卒業し実践女子専門学校講師。1937年教授となり、河野との結婚を公表する。1943年辞職し、1944年河野のいる宮城県築館町に疎開、戦後1950年に与一が岩波書店顧問となり上京、1962年『宇津保物語』全三巻を岩波古典文学大系として刊行する。1974年「宇津保物語傳本の研究」で東北大学文学博士。与一が死去した半年後、自らの失火による火事で死去した。

## 著書
- 『うつほ物語傳本の研究』岩波書店、1973

### 校注
- 『定本 土佐日記』（異本研究並に校註）岩波書店、1935
- 『うつほ物語』岩波文庫、1957
- 『宇津保物語』全三巻 日本古典文学大系 岩波書店、1959-1962

### 回想
- 『回想 河野與一 多麻』岩波ブックセンター 信山社、1986

桑原武夫・谷川徹三・田中美知太郎・丸山真男・寺田透・加藤周一・斎藤茂太・北杜夫ほか寄稿